# Együtt – Hajrá Korea!
Az Együtt – Hajrá Korea! (hangul: 코리아, Koria, RR: As One) 2012-ben készült dél-koreai sportfilm.

## Szereposztás
- Ha Dzsivon (하지원, Ha Ji-won) – Hjon Dzsonghva (현정화, Hyeon Jeong-hwa) szerepében
- Pe Duna (배두나, Bae Doo-na) – Ri Bunhi (리분희, Ri Bun-hui) szerepében
- Han Jeri (한예리, Han Ye-ri) – Ju Szunbok (유순복, Yoo Soon-bok) szerepében
- Cshö Junjong (최윤영, Choi Yoon-young) – Cshö Jondzsong (최연정, Choi Yeon-jeong) szerepében
- Pak Csholmin (박철민, Park Cheol-min) – I (Lee) edző szerepében
- Kim Ungszu (김응수, Kim Eung-su) – Cso (Jo) felügyelő szerepében
- O Dzsongsze (오정세, Oh Jeong-se) – O Duman (오두만, Oh Doo-man) szerepében
- I Dzsongszok (이종석, Lee Jong-seok) – Cshö Gjongszop (최경섭, Choi Kyeong-seob) szerepében
- Pak Jongszo (박영서, Pak Yeong-seo) – Cshu Ilszong (추일성, Chu Il-seong) szerepében
- Kvon Thevon (권태원, Kwon Tae-won) – Cshö (Choe) főnök szerepében
- Ju Hjonggvan (유형관, Yu Hyeong-gwan) – Pak főnök szerepében
- Pak Csonghak (박정학, Pak Jeong-hak) – Csang (Jang) tábornok szerepében
- I Hanü (이한위, Lee Han-wi) – dél-koreai kommentátor szerepében
- Kim Vonhe (김원해, Kim Won-hae) – dél-koreai tudósító szerepében
- Szong Bjongszuk (성병숙, Seong Byeong-suk) – Hjon Dzsonghva (Hyeon Jeong-hwa) édesanyja szerepében
- I Dzsusil (이주실, Lee Ju-shil) – Kim nagymama szerepében
- Kim Dzsehva (김재화, Kim Jae-hwa) – Teng Ja-ping (邓亚萍, Deng Yaping) szerepében
- Tan Jong (단영, Dan Young) – Kao Csun (高军, Gao Jun) szerepében
- Csang Liu (장리우, Jang Liu) – Vang Hsziao-ming (Wang Xiaoming) szerepében
- I Dzsongmin (이정민, Lee Jeong-min) – a dél-koreai edző szerepében

## Címe más nyelveken
- 朝韓夢之隊 (csao han mengcse tuj (Cháo hán mèngzhī duì); „A két Korea álomcsapata”)
- ハナ 〜奇跡の46日間〜 (Hana – kiszekino sidzsúroku kakan; „Hana[1] – a csoda 46 napja”)